# قتل الأسرى (داعش)
الإعدام من قبل داعش يشير هنا إلى القتل من قبل أفراد الدولة الإسلامية من خلال قطع الرؤوس، الصلب، الإعدام حرقا، إطلاق نار أو غيرها من الوسائل العسكرية والمدنية التي يطبقها أفراد الدولة الإسلامية في العراق وسوريا .
نشر تنظيم داعش عدد من الفيديوهات الدعائية المروعة  والتي يَظهر فيها أفراده يقومون بقطع رؤوس مجموعة من الأسرى أو يطلقون النار عليهم، كما قام بنشر مقاطع فيديو وصور أخرى تظهر أسرى بعد الموت نتيجة الصلب أو التعذيب حتى الوفاة.

## الأسرى العسكريين
بحلول حزيران/يونيو 2014، وبحسب تقارير الأمم المتحدة، فإن داعش قتلت المئات من أسرى الحرب وأكثر من 1000 من المدنيين، بما في ذلك جنود القوات البرية العربية السورية الذين تعرضون لعملية قتل جماعي راح فيها 250 ضحية بالقرب مطار الطبقة، هذا بالإضافة إلى عمليات القتل التي جرت في مجزرة سبايكر (تم قنص ما بين 1095 – 1700 جندي عراقي بالإضافة إلى عدد من المفقودين) وحقل شاعر للغاز (200 السوري أطلق الجنود النار). كما قام تنظيم الدولة بقطع رأس 100 من المقاتلين الأجانب الفارين الذين حاولوا مغادرة مدينة الرقة.
معاذ الكساسبة، الطيار الذي ينتمي لسلاح الجو الملكي الأردني تم أسره عندما كان يحلق بالطائرة المقاتلة F-16 وتمكن بعض من أفراد داعش من إسقاطها وتحطيمها القرب من الرقة بسوريا بتاريخ 24 ديسمبر/كانون الأول 2014 أثناء التدخل العسكري ضد داعش، وقد تم اعتقاله من قبل قوات هذه الأخيرة، قبل أن تقوم بنشر شريط فيديو بتاريخ 3 شباط/فبراير 2015 يظهر فيه الكساسبة وهو يحترق حتى الموت بينما يحاصره جنود داخل القفص.

## الأسرى المدنيين
ومن المعروف أيضًا أن داعش قتل العديد من الأفراد المدنيين في الأقليات الدينية خاصة تلك الموجودة في القرى والبلدات، حيث سبق له وأن قام بتصفية ما بين 70 إلى 90 من اليزيديين في إحدى القرى، كما قام في حردان بقتل 60 يزيديين آخرون، أما مجزرة سنجار فقد شهدت على قتل ما بين 200 إلى 500 من الايزيديين، في حين قُتل حوالي 70 يزيدي في الرمادي ثم 100 في سور خانا بالإضافة إلى 100 آخرون في سوق خوشو. كما قام بقتل 700 شخص ينتمون للتركمان الشيعة،  وغيرها من المجازر التي ارتكبت بالقرب من الموصل (670 من السجناء الشيعة)، وفي السجن العراقي تلعفر (قتل 205 من الايزيديين بسبب رفضهم اعتناق دينهم). هذا وتقدر الأمم المتحدة أن 5000 من الايزيديين قتلوا على يد داعش خلال الاستيلاء على أجزاء من شمال العراق في آب/أغسطس 2014.

### الصحفيين
قام داعش بتعذيب وقتل مجموعة من الصحفيين المحليين،  بالإضافة إلى أفراد من منظمة مراسلون بلا حدود الذين كانوا ينشطون في المناطق التي تسيطر عليها داعش، كما تجدر الإشارة إلى أن مقاتلو هذه الأخيرة تلقوا تعليمات وإرشادات مكتوبة من أجل قتل أو اعتقال الصحفيين.
- جيمس رايت فولي (18 أكتوبر 1973 - 19 أغسطس 2014) هو صحفي أمريكي مستقل ومصور مهتم بتوثيق الحرب الأهلية السورية. تم اختطافه بتاريخ 22 نوفمبر من العام 2012 في شمال غرب سوريا، ليكون فولي بذلك أول مواطن أمريكي يُقتل على يد «جون الجهادي».[16] حيث قام هذا الأخير بقطع رأس جيمس فولي، وقد تلقى هذا الخبر إدانة واسعة في الولايات المتحدة.
- ستيفن جويل سوتلوف (11 مايو 1983 – 2 سبتمبر 2014) هو صحفي إسرائيلي أمريكي [17] كان يعمل في مجلة تايم بالإضافة إلى مجلة جيروزاليم بوست. تم اختطافه في عام 2013 بـحلب، سوريا وقد احتجز من قبل المسلحين الإسلاميين، وفي 2 أيلول/سبتمبر 2014 نُشر فيديو يظهر فيه جون الجهادي وهو يزعم بأنه قام بقطع رأس ستيفن سوتلوف.[18][19]
- في 8 كانون الثاني/يناير من العام 2015، زعم أعضاء داعش في ليبيا أنهم قاموا بإعدام الصحفيين التونسيين سفيان شورابي وندير كتاري اللذان اختفيا في سبتمبر 2014.[20]
- في كانون الثاني/يناير من عام 2015، هدد داعش بقتل اثنين من الرهائن اليابانيين، وهما الصحفي كينجي غوتو وهارونا يوكاوا، ما لم يدفعا فدية 200 مليون دولار أمريكي.[21] قبل نهاية الشهر الجاري، أصدرت تنظيم الدولة فيديو يظهر فيه جون يقطع رأس الصحفي غوتو، وقد صرح رئيس الوزراء الياباني شينزو آبي مباشرة بعد ذلك الفيديو قائلا:

 لكن شريط الفيديو لم يُتأكد من صحته وما إن كان صادرا فعلا عن تنظيم الدولة أم لا.